# Planpension
Planpension kallades den avtalspension eller tjänstepension som utgjorde en viktig del av avtalen mellan PTK och SAF[när?]. Pensionen bestämdes till 10 % av inkomsten. Premien var individuell och baserades på tjänstemannens aktuella ålder och den aktuella årsinkomsten. Premien betalades av arbetsgivaren direkt till SPP. Premieutrymmet utgjorde avstådd lön.
Denna pension tillkom utöver de lagstadgade pensionerna AFP och ATP.
Det fanns dock vissa tjänstemän som inte omfattades av detta avtal. Dessa var företagsledningen och ägarkretsen, och kallades frikretsen, dvs den var fri att bl.a. överenskomma om så kallad privat tjänstepension. Den privata tjänstepensionen hade inga begränsningar i vare sig pensionsnivå eller premienivå. Företagen fick dock inte avdragsrätt för inbetald årlig premie för tryggande av tjänstepension pension för högre belopp än maximalt 35 % av den för året intjänade inkomsten.